# 佩德雷拉 (聖保羅州)
22°44′31″S 46°54′05″W / 22.74194°S 46.90139°W
佩德雷拉（葡萄牙語：Pedreira），是巴西的城鎮，位於該國南部，由聖保羅州負責管轄，始建於1896年10月31日，面積108.82平方公里，海拔高度590米，2020年人口48,463。